# Ahrendsberg
Ahrendsberg  es una isla deshabitada de aproximadamente 8,6 hectáreas, cerca de la isla de Poel en Breitling, que administrativamente hace parte del estado de Mecklemburgo-Pomerania Occidental al norte del país europeo de Alemania. 
Posee aproximadamente 600 metros de largo y hasta 220 metros de ancho. El paisaje de la isla está dominada por pastizales y pastos, con arroyos se intercalan. 